# Lod. Lavki

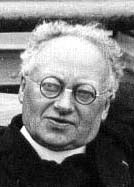
Lod. Lavki

Lod. Lavki, pseudoniem van Ludovic Van Winkel (Heks, 10 januari 1893 - Hasselt, 25 juli 1954) was een Vlaams schrijver, priester, leraar in Hasselt (1920-1954), aalmoezenier van de Limburgse scouts en een van de meest gelezen Vlaamse jeugdboekenschrijvers in zijn tijd.

## Levensloop
Zijn vader, Gerard Van Winkel uit Overpelt was onderwijzer en vestigde zich in Heks, waar hij ook gemeentesecretaris en organist was. Zijn moeder was afkomstig van Heers. Lavki begon zijn middelbare studies aan het Onze-Lieve-Vrouwecollege in Tongeren. In de vijfde Latijnse won hij de prijs voor het beste opstel, uitgeschreven door de Limburgse studentenvereniging.
Later studeerde hij aan het Klein Seminarie van Sint-Truiden en Saint Roch en in 1930 behaalde hij voor de centrale examencommissie de kandidatuur in de Germaanse filologie.
Tijdens de Eerste Wereldoorlog werd hij samen met Leo, zijn broer-priester, brancardier aan het front. Daar ontstond zijn schuilnaam: voor de Russische soldaten in het kamp van Mailly bij Verdun vertaalde hij zijn naam Van Winkel in het Russisch: Lavki.
In 1920, nog voor zijn priesterwijding, begon hij les te geven aan het Sint-Jozefscollege in Hasselt en bleef aan het college verbonden tot aan zijn dood in 1954.
In 1921 werd Lavki tot priester gewijd en datzelfde jaar werd hij aalmoezenier van de nieuwe scoutsgroep van het Sint-Jozefscollege. Zijn scoutstotem was Zwart schrijverke. Bij Lavki's dood in 1954 veranderde de groep Sint-Joris 1 zijn naam en werd de Lod. Lavki-groep, een blijk van grote waardering voor haar stichter.
Tijdens een scoutsvergadering rond Kerstmis 1923 vertelde Lavki een verhaal. Een verkenner vroeg aan de aalmoezenier naar het boek met dit verhaal. In enkele dagen tijd zette Lavki het boek op papier. Zo werd De Kleine Koning het eerste van zijn gepubliceerde verhalen en het begin van een lange reeks van een zestigtal jeugdboeken. In 1939 werd het boek Siee-Krath bekroond met de prijs der Vlaamse Provincies voor het beste jeugdboek.
In 1926 trok Lavki voor de eerste keer met zijn scouts op Lourdes-bedevaart met volgende bedevaarten in 1932 en 1947.
Op 21 juli 1954 vertrok Lavki naar Parijs om de vierde Lourdesreis (27 juli tot 5 augustus) voor te bereiden, maar hij keerde nog diezelfde dag doodziek terug. Vier dagen later overleed hij in het Salvator-ziekenhuis in Hasselt. Op 29 juli 1954 werd hij ten grave gedragen, terwijl een honderdtal jongverkenners en verkenners, leiders en aalmoezeniers op weg waren naar Lourdes om zo een belofte van hun stichter na te komen. Sedertdien hield de scoutsgroep zich aan dit engagement en trok om de 7 jaar, in het jaar van de Virga Jessefeesten, op Lourdesbedevaart.

## Na zijn dood

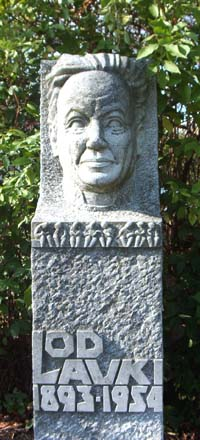
Lavki-monument in het stadspark in Hasselt

Kort na Lavki's dood werd het Lavki-comité opgericht. In 1955 werd de eerste provinciale Lavki-jeugdprijs voor het beste kortverhaal uitgereikt. Toen stilaan de belangstelling hiervoor verzwakte, lanceerde het comité de vijfjaarlijkse Lavki-prijs voor het Jeugdboek. Op initiatief van het Lavki-comité werd in 1979, 25 jaar na Lavki's dood, in het stadspark van Hasselt een Lavki-monument onthuld, gebeeldhouwd door Raf Mailleux.
In 2004, 50 jaar na Lavki's dood, creëerde rozenkwekerij Louis Lens op vraag van de oud-voortrekkers een Lavki-roos, als blijvend eerbetoon aan deze veelzijdige man.
Op 21 augustus 2004 had in Heks een Lavki-herdenking plaats met een tentoonstelling en de overhandiging van de Lavki-roos aan gravin en graaf Ghislain d'Ursel in de rozentuin van het kasteel van Heks.  Zo hebben de scouts en oud-scouts Lavki op een originele wijze in de bloemen gezet.

## Publicaties
- 1925: De kleine Koning - De kleine Martelaar - Fieneke - Mijn Zusterke - Tuurke, Antwerpen, Leeslust.
- 1926: Lowieke - Menschenoffer - Mijn Broerke - Op één Jaar, Antwerpen, Leeslust.
- 1926: Het Land der electrische Zon (dl I), Antwerpen, Opdebeek.
- 1927: De levende Rots - Fonske - Mijn Makkers - Op den Toren - Mijn Vakantie, Antwerpen Leeslust & Eindhoven, Lecturis.
- 1928: Miki, Hasselt, Padvinders.
- 1928: Francesco, deel I, Antwerpen, Leeslust & Eindhoven, Lecturis.
- 1928: De twee Onbekenden, Antwerpen, L. Opdebeek.
- 1929: Mijn Vriend - Op Reis - Toontje, Antwerpen, Leeslust.
- 1930: Francesco, deel II, Antwerpen, Leeslust.
- 1930: Tuurke, Antwerpen, Leeslust.
- 1930: Het land der electrische zon (dl II), Antwerpen, Opdebeek.
- 1931: Nikkerke en ikkerke, Antwerpen, Leeslust & 's Hertogenbosch, L.C.G. Malmberg.
- 1933: Bonte Slang, Antwerpen, Leeslust.
- 1934: Vlaamsche Filmkens, Abdij Averbode:
  - Kompe en Ik
  - Duimelientje
  - Mijn Vlaanderen
  - Door Welp gered
  - Wilde Ganzen
- 1935: Bij uitgeverij De Bron, Brugge, Antwerpen en Gent.
  - De groote Schok
  - De Duivelsklauw
  - Op zwier met acht Man
  - Vreemd Volk
- 1937: Siee-Krath, Antwerpen, Leeslust.
- 1937: De Stokers aan de Noordpool, Brugge, Verbeke-Loys.
- 1937:Het Land der electrische Zon (dl. II), Brugge, Verbeke-Loys.
- 1938: Niet Alleen, Brugge, Verbeke-Loys.
- 1939: De Wraak van Moessie, Brugge, Verbeke-Loys.
- 1939: De eerste Ridder, Tongeren, serie Rein Genot.
- 1944: Zooals een Groote, Leuven, De Pijl.
- 1945: Giftige Pijlen, Lier, Jozef Van In & C°.
- 1946: Een jonge held - 2e uitg. v. "Op een jaar, Antwerpen, Vlaamsche Boekencentrale.
- 1946: Toontje de halve gek (2e uitg. van "Toontje"), Antwerpen, Vlaamsche Boekcentrale.
- 1948: Gelukkige Jongen. Antwerpen, Vlaamsche Boekcentrale.
- 1948: De Kroonprins van Tibesti, Lier, N.V. J. Van In & C° Lier, Kleine Belfortreeks.
- 1949:  Van drie Jongens en acht Arenden, Antwerpen, Vlaamsche Boekcentrale.
- 1952:  Verloren in Afrika, Lier, Kleine Belfortreeks.

Veel van Lavki's verhalen werden vertaald in het Duits, Frans en Spaans.

## Galerij

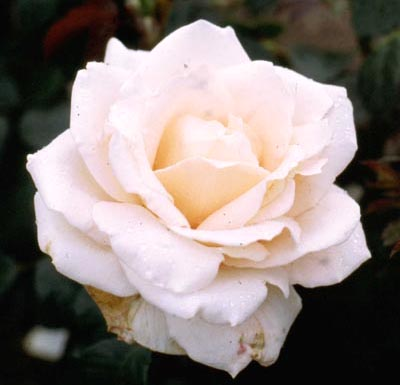
Lavki-roos
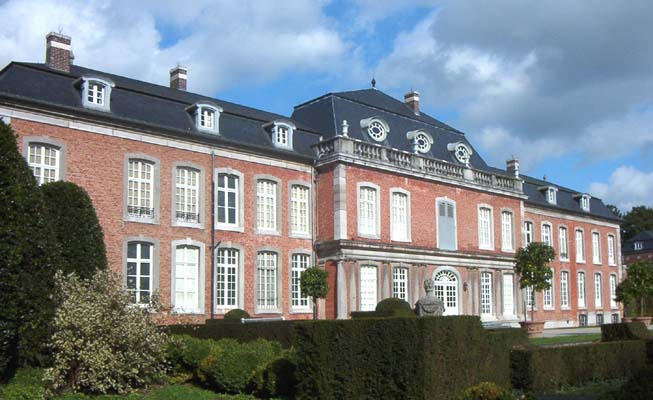
Kasteel van Heks
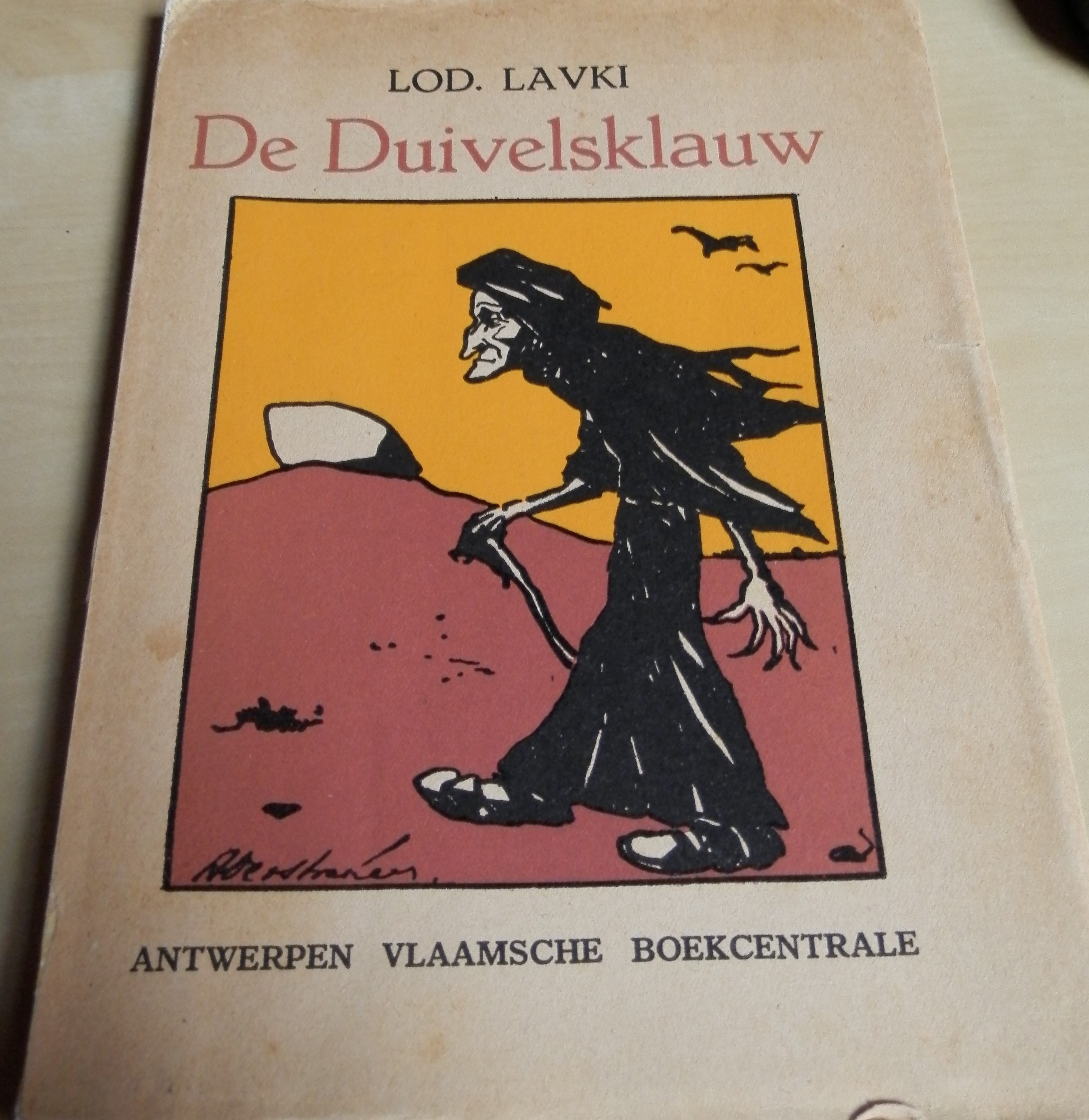
Titelpagina De Duivelsklauw